# Fontcouverte (Aude)
Fontcouverte (okzitanisch Fontcobèrta) ist eine Gemeinde mit 574 Einwohnern (Stand 1. Januar 2022) in Frankreich. Sie liegt im Département Aude in der Region Okzitanien. Fontcouverte ist Teil des Gemeindeverbandes Communauté de communes Région Lézignanaise, Corbières et Minervois. 
Die Einwohner der Gemeinde heißen Fontcouvertois.
Ein Teil der landwirtschaftlichen Flächen dient dem Weinbau und die Weinberge liegen innerhalb der geschützten Herkunftsbezeichnung Corbières. Das Gemeindegebiet wird vom Flüsschen Jourre durchquert.

## Bevölkerungsentwicklung
| Jahr | Einwohner |
| ---- | --------- |
| 1962 | 388       |
| 1968 | 397       |
| 1975 | 336       |
| 1982 | 328       |
| 1990 | 333       |
| 1999 | 424       |
| 2016 | 546       |

## Sehenswürdigkeiten
- Monument St. Régis

## Persönlichkeiten
- Jean François Régis (1597–1640), französischer Jesuit, Missionar und Prediger, katholischer Heiliger